# Istarski egzodus
Istarski egzodus ili Istarsko-dalmatinski egzodus je izraz kojim se označava odlazak etničkih Talijana s hrvatskog i slovenskog priobalja i bližeg zaleđa - tj. Istre zajedno s Rijekom i dijelova Dalmacije sa Zadrom, koje je nakon Prvog svjetskog rata bila anektirala Kraljevina Italija - nakon Drugog svjetskog rata. Ova su područja etnički mješovita, s talijanskim, slovenskim, hrvatskim etnijama kao najzastupljenijima. Nakon što se zahvaljujući politikama Kraljevine Italije između dva svjetska rata na tom području povećavao udio pripadnika talijanske etničke zajednice, a zbog iseljavanja jako opadao broj bripadnika drugih etničkih zajednica; po kraju Drugog svjetskog rata, kada su bivši talijanski teritoriji u Istri, na Kvarneru i u Dalmaciji postali dijelovi Jugoslavije prema Pariškom mirovnom ugovoru iz 1947. uz jedini izuzetak općina Muggia (Milje) i San Dorligo della Valle (Dolina), došlo je do znatnog smanjenja broja etničkih Talijana u tim krajevima. 
Hrvatski i slovenski znanstvenici kao najbliže istini citiraju brojke o nešto više od 180 tisuća iseljenika s područja koja su danas dio Hrvatske, te nešto više od 30 tisuća njih s područja Istre koja danas predstavljaju dio Slovenije. Dio njih je s tog područja na kojem su se vodile ratne borbe izbjegao još za vrijeme Drugog svjetskog rata (među tima, praktično cjelokupno stanovništvo Zadra, razrušenoga savezničkim bombardiranjem toga grada). Među nešto više od 200 tisuća optanata je bio i znatan broj etničkih Hrvata i Slovenaca koji su u prvim desetljećima nakon II. svjetskog rata iskoristili priliku da emigriraju iz oskudicom pritisnute komunističke Jugoslavije (te potom uglavnom završili u prekomorskim zemljama poput Australije i Argentine), što stanovništvu na preostalom području te države u to vrijeme nije bilo dopušteno.
Talijanska Republika je putem radija i uz potporu praktično cjelokupne talijanske javnosti provodila upornu propagandu kojom se etničke Talijane pozivalo da napuste ovo područje, kako bi se pokazalo kakvu je nepravdu počinila međunarodna zajednica prepuštajući ga Jugoslaviji slijedom Ugovora o miru s Italijom 1947. godine; te naposljetku postiglo da se u mogućem skorom potiskivanju komunizma iz srca Europe nametne ponovo pripojenje područja Italiji kao jedinu pravednu mogućnost. S Talijanima koji su ostali na ovom području, talijanska država nekoliko desetljeća uopće nije htjela komunicirati, tretirajući ih kao komuniste i izdajice (pa su, u jednoj refleksiji takve propagande, talijanski ljevičari u samoj Italiji ogorčeno tretirali sve ezule - kao fašiste).
Talijanski izvori spominju ponešto uvećane brojke optanata (naziv uobičajen u Hrvatskoj, Talijani koriste naziv "esuli" - prognanici): makar je izvorna procjena talijanskog Ministarstva vanjskih poslova bila da je "esula" bilo oko 250.000, uvriježila se s vremenom u talijanskoj literaturi brojka od 350.000 etničkih Talijana koji su morali napustiti navedena područja nakon završetka fašističke okupacije. Taj je broj evidentno veći od broja etničkih Talijana koji su na tim područjima uopće živjeli, i zapravo nemoguć, imajući u vidu da je ukupno stanovništvo Istre, Rijeke, Zadra, Cresa i Lošinja (svih etničkih pripadnosti) brojalo pred sam Drugi svjetski rat tek oko 400 tisuća. Prema istraživanju demografa Vladimira Žerjavića sačinjenom 1993. godine na bazi službenih evidencija i podataka sa svih popisa stanovništva provedenih u 20. stoljeću - austrijskih, talijanskih i jugoslavenskih - na području Istre, Rijeke i Zadra, broj iseljenih Talijana i Slavena s područja koja su preuzeta od Italije iznosi 186 do 188 tisuća s područja koja su danas dio Hrvatske, te 30 do 35 tisuća s područja koja su danas dio Slovenije. Od toga broja, oko 50.000 su bili iz redova gradskog stanovništva Zadra, čije je stanovništvo evakuirano - njih do 20.000, od predratnog stanovništva koje je brojilo 26.000 ljudi - 1943. i 1944. godine za vrijeme njemačke okupacije, a zbog savezničkog bombardiranja Zadra; te iz redova stanovništva Pule, čijih je do 28 tisuća stanovnika evakuirano u ožujku 1947. godine za vrijeme savezničke vojne uprave, prije nego što će grad biti predan pod upravu Jugoslavije u rujnu iste godine.
Prema evidenciji talijanske državne institucije za pomoć osobama iseljenima s istočne strane Jadrana - Opera per l’assistenza ai profughi Guliani e Dalmati/Ustanova za pomoć izbjeglicama iz Julijske krajine i Dalmacije - prihvatila je Italija od rujna 1943. (kapitulacija Italije i ustanak) do rujna 1947. (potpisivanje mirovnog ugovora kojim je potvrđen prestanak talijanskog suvereniteta na tom području) 43.500 izbjeglih. Između rujna 1947. i listopada 1953. najintenzivniji je val iseljavanja i tada je bilo 81.000 osoba koje su prihvaćene u Italiji. Potom je do 1956. godine prihvaćeno u Italiji daljnjih 25.500 osoba. Tom se broju još nadodaje oko 23.000 osoba koje su “najavljene” i nisu službeno prihvaćene, oko 4.500 umrlih iseljenika te oko 23.000 iseljenika koji su emigrirali  (odmah) iz Italije u treće zemlje. Tako se dolazi do oko 200.000 ukupno iseljenih s jugoslavenskog teritorija u Italiju. Zacijelo jedan dio izbjeglica iz prvog, ratnog, razdoblja nije evidentiran; a slično je očito i s vojnicima i pripadnicima službi sigurnosti Talijanske Socijalne Republike koji su se povukli dalje na područje Italije. Također nije evidentiran veći broj članova obitelji talijanskih vojnika, policajaca i službenika raznih državnih službi razmještenih u područjima koje će Italija izgubiti: takvih je osoba bilo oko 20.000.
Zajednica "esula" u Italiji uobičajeno izražava prilično antislavenska stajališta, te do danas ogorčeno tvrdi da je do egzodusa došlo zbog jugoslavenskog revolucionarnog - prema njima, "antitalijanskog" - terora na kraju Drugog svjetskog rata i nakon njega, u središtu kojeg terora se ističe element strijeljanja ljudi (većinom, lokalnih pripadnika fašističke stranke) i njihovog bacanja u krške jame - fojbe. S obzirom na to da se većina iseljavanja dogodila u godinama nakon 1947., kada nekog izrazitog protutalijanskog terora i nije bilo, ali je stanovništvo Istre bilo izloženo komunističkoj opresiji i oskudici kao i stanovnici preostalog dijela Jugoslavije, upitno je može li se iseljavanje baš pripisati htijenju jugoslavenskih vlasti da protjeraju Talijane, ili prije mogućnosti da se emigrira koja je prema Ugovoru o miru s Italijom iz 1947. god. dana žiteljima područja preuzetog od Italije - a što je u tim desetljećima bilo posve zabranjeno stanovništvu drugih dijelova države. Uostalom je među optantima bio i nemali broj Hrvata, među njima čak i stanoviti broj nekadašnjih pripadnika NOVJ. Jugoslavija je tih godina bila prihvatila i useljavanje stanovitog broja talijanskih komunista iz Italije, koji su se nastanili u Rijeci i Puli. Valja opaziti da je iz redova esula u Italiji i same talijanske države iseljavanje poticano, te talijanska državna tijela sve do 1960-ih godina nisu htjela uspostaviti komunikaciju s predstavnicima talijanske manjine u Sloveniji i Hrvatskoj, koje su smatrali "crvenim" izdajicama domovine. Govor o "esulima" do danas u Italiji nije lišen povišenih tonova - zajednica je nastala u doba hladnog rata, kada je izgledalo prilično vjerojatnim da će u nekom novom ratnom razračunavanju komunistička Jugoslavija biti razbijena, a talijanska vlast nad prepuštenim područjem ponovo uspostavljena; veliki dio njenog javnog diskursa je od tada intoniran kao održavanje želje za ponovnim ovladavanjem tim teritorijem. Tek je nakon dosta vremena srditi stav esula prerastao u nostalgiju za zavičajem i za prošlim vremenima. Čak se i u znanstvenom diskursu govori u Italiji da je cjelokupno iseljavanje Talijana (da je među iseljenima bilo također dosta Slovenaca i Hrvata, rijetko se spominje, makar se među kasnijim optantima iz 1960-ih godina uglavnom i bilježe baš Slovenci i Hrvati) s tog područja bilo - prisilno iseljavanje.
U raspravamo o iseljavanju nakon II. svjetskog rata, na hrvatskoj i slovenskoj strani se redovno ukazuje na važnu okolnost da je tijekom dvadesetak godina vladavine Kraljevine Italije približno četvrtina Hrvata i Slovenaca - njih oko 50.000 - odselilo s tog istog područja, a na to područje je doseljen približno jednaki broj Talijana iz Kraljevine Italije (koje se doseljenike nazivalo regnicoli - od "regno", tal. kraljevina). Iz gradova su osobito iseljeni praktično svi ne-Talijani, a oni koji su eventualno ostali naprosto su se morali izjašnjavati Talijanima. Međutim je i usprkos tog znatnog doseljavanja etničkih Talijana, stanovništvo od I. svjetskog rata do 1940-ih opalo za oko 27 posto, zahvaljujući iseljavanju na ta podučja prethodnih desetljeća doseljenoga gradskog stanovništva njemačkog, mađarskog, češkog i drugih jezika - zapravo se iz Pule i Rijeke bilo za vrijeme talijanske vladavine iselio pretežni dio stanovništva. Među iseljenim Hrvatima i Slovencima, koji su se mahom iselili u Kraljevinu Jugoslaviju, našao se pretežni dio intelektualaca, obrtnika i stručnih radnika iz redova hrvatske i slovenske etničke zajednice. Stanoviti broj tih iseljenika će se nakon II. svjetskog rata moći vratiti na područja s kojih su potjecali. Ponekad se napominje da je između dva svjetska rata iz Trsta - koji će potom trajno ostati u sastavu Italije - iseljeno dodatnih 100.000 Slovenaca i Hrvata.

## Etnička struktura na područjima preuzetima od Italije
Talijane u Sloveniji i Hrvatskoj početkom 20. stoljeća možemo podijeliti na starinske Romane netalijanskog retoromanskog jezika koji su se izjašnjavali Talijanima i autohtono su stanovništvo, te Talijane i Furlance koji su doselili tijekom mletačke, Napoleonove i austrijske vlasti. Treći dio su predstavljali talijanizirani i odnarođeni Hrvati, Slovenci i pripadnici drugih naroda koji su se mirno talijanizirali tijekom austrijske vladavine (te udio govornika talijanskog jezika u Istri postupno raste na austrijskim popisima provedenima u 19. stoljeću, s približno četvrtine, na približno jednu trećinu), ili u okolnostima prisilne talijanizacije za vrijeme fašizma. Uz te tri grupe, na tom području je bilo i više desetaka tisuća talijanskih novopridošlica nazvanih regnicoli, koje je talijanska država sustavno doseljavalja u razdoblju nakon I. svjetskog rata s ciljem promjene etničke strukture na tim područjima pripojenima Italiji.
Tijekom talijanske vladavine, u Zadru je zahvaljujući doseljavanju iz Italije udio Talijana povećan s oko 2/3 na skoro cjelokupnu populaciju, u Rijeci, također zahvaljujući doseljavanju s oko pola na 3/4, a i u Istri je - zacijelo zahvaljujući "spretnosti" popisivača kod talijanskih popisa stanovništva iz 1931. i 1936. godine - popisano da čak više od polovice stanovništva čine Talijani.
Od kraja Drugog svjetskog rata sve do 1953. vrlo je veliki broj ljudi emigrirao iz područja koja su sada prestala biti dijelom Italije. Većina tih osoba koje su prema odredbama Ugovora o miru s Italijom iz 1947. godine optirali za talijansko državljanstvo i emigrirali za Italiju  (i odatle, nerijetko, u treće zemlje) su bili etnički Talijani, ali se smatra da su oko trećine njih bili Slovenci i Hrvati koji nisu htjeli nastaviti živjeti u komunističkoj Jugoslaviji.
Godine 1953. službeno je u Jugoslaviji živjelo 36.000 Talijana,  što bi predstavljalo 16% stanovništva talijanskog govora iz vremena prije Drugog svjetskog rata (kako je već rečeno, nisu svi koji su govorili talijanski jezik - bili etnički Talijani). U svom izvješću iz 1996. godine o 'Lokalnoj samoupravi, teritorijalnom integritetu i zaštiti manjina' Povjerenstvo za demokraciju kroz pravo Vijeća Europe (Venecijanska komisija) naglasilo je da "velika većina lokalnih Talijana, Talijanita (slavenskog ili drugog podrijetla), tisuće Slovenaca i nacionalno nedefiniranih dvojezičnih 'Istrana' koristilo je svoje legalno pravo iz mirovnog sporazuma da 'optiraju' iz dijelova Istre pod jugoslavenskom upravom. U nekoliko valova krenuli su prema Italiji i drugdje (također u prekomorske zemlje) gdje su tražili talijansko ili drugo državljanstvo. Masovni egzodus optanata (ili esula kako se nazivaju u Italiji) iz 'bezbožne komunističke Jugoslavije' bilo je aktivno (i besmisleno) poduprto od talijanskih vlasti, talijanskog radija i rimokatoličkog tršćanskog biskupa. Nakon ovog ogromnog odljeva, brojčana snaga preostale talijanske manjine postala je stabilna."

## Povijest
Glavni članci: Istra, Povijest Dalmacije

### Od antike do 20. stoljeća
Iliri su živjeli uz ostale etničke grupe (grčki i romanski elementi ponajviše u gradovima, plemena Ilira i Kelta "u prodolima među planinama, uz rijeke i po plodnim ravnicama") na istočnoj strani Jadrana sve do Alpa na sjeveru ide u prošlost sve do brončanog doba, te je od tada stanovništvo bilo izmiješano.  Narodima s političkim centrom u Rimu ili Veneciji istočna obala Jadrana je uvijek bila primamljiva, prvi put su stekli posjede još 167. pr. Kr. (Issu, Far i Dimal). Kasnije je Rimsko Carstvo zauzelo cijelu istočnu obalu Jadrana i ustanovilo provobitno jednu provinciju - Ilirik, a 10. godine dvije - Panoniju i Dalmaciju.
U srednjem vijeku do jadranske obale došli su slavenski narodi i naselili se u početku uglavnom u unutrašnjosti, a s vremenom je došlo i do miješanja stanovništva također i u gradovima uz more, osobito u doba turskog pritiska s juga i istoka. U kasnom srednjem vijeku Venecija je postepeno stavlja pod kontrolu sve veći broj gradova uz obalu (1346. Zadar se predaje Mletačkoj Republici, 1409. Ladislav Napuljski prodao je Mletačkoj Republici Dalmaciju.)
Krajnji rezultat je postojanje romanskog stanovništva uglavnom u urbanim područjima smještenima uz more, dok su unutrašnjost nastanjivali Slaveni uz određene izolirane iznimke. Dok su većinu stanovništva u gradovima, posebno onima na obali, činili Talijani, unutrašnjost Istre bila je nadmoćno slavenska – većinom hrvatska; na sjeveru Istre postoji i značajno područje nastanjeno Slovencima. Tijekom 19. i početkom 20. stoljeća, u vrijeme jačanja uloge i veličine gradova - koji su u Istri mjesta talijanske kulture i jezika - praćenim opadanjem važnosti sela, u gradove se doseljava novo stanovništvo s pretežno hrvatskog sela, koje se znatnim dijelom talijanizira. Razvoj hrvatskog školstva je od strane lokalnih Talijana bio ustrajno blokiran, a mali broj obrazovanih Hrvata koji su se odbijali talijanizirati je bio okružen učestalim iskazivanjem netrpeljivosti i raznovrsnoj socijalnoj diskriminaciji. U to doba dolazi i do znatnog iseljavanja ruralnog stanovništva u Rijeku i Pulu, te u prekomorske zemlje. U austrijskom popisu stanovništva 1846 bilježi se 59.000 ljudi kojim je talijanski materinjski jezik, tj. onaj kojega su prvoga naučili ("Muttersprache"), u ukupnih 215.000 stanovnika Istre; potom je u popisu 1857. bilo 62.000 stanovnika s talijanskim materinjim jezikom u ukupnom stanovništvu od 220.000, a u popisu 1869. godine se bilježi 73.000 (tj. 26,67 posto) stanovnika s talijanskim materinjim jezikom od ukupnih 273.000 stanovnika Istre. U popisu stanovništva 1880. godine, kada se popisivalo stanovnike po kriteriju jezika svakodnevne komunikacije ("Umgangssprache") popisano je 112.000 stanovnika talijanskog jezika u ukupnom stanovništvu od 274.000 (40,87 posto). Ukupno je tako broj stanovnika s talijanskim "Muttersprache" s 37 tisuća iz 1857. god. porastao na čak 112.000 s talijanskim "Umgangssprache" 1910. god.; u isto vrijeme je broj stanovnika s hrvatskim kao materinjim jezikom od 120.000 iz 1857. god. rezultirao sa 136.000 stanovnika s jezikom društvene komunikacije 1910. godine, a 34.000 stanovnika sa slovenskim materinjim jezikom (u sjevernom dijelu Istre, danas u R Sloveniji) dalo je 44 tisuće govornika slovenskog jezika u 1910. godini. Ukupno je u početkom 20. stoljeća u Istri bilo oko jedna trećina stanovništva, kojega se na popisu stanovništva moglo registrirati kao one kojima talijanski jezik glavni jezik komunikacije. Valja ipak opaziti da se u austrijskim popisima nije registrirala dvojezičnost, koja je u Istri bila raširena kako u ono doba, tako sve do danas: dvojezične osobe su se na tim popisima u pravilu registrirale kao govornici talijanskog jezika, kao uglednijeg.
U Dalmaciji prema kraju 19. stoljeća opada broj stanovnika koji koriste talijanski jezik, s iznimkom - od većih mjesta - Zadra, Trogira i donekle Splita. Na popisu stanovništva 1890. godine bilježi se 16 tisuća stanovnika kojima je primarni jezik talijanski, koji broj do 1910. godine skromno raste na 18 tisuća.
U Rijeci koja se naglo razvija u veliku luku za čitav Ugarski dio Monarhije i koja privlači doseljavanje stručnih radnika iz Italije (napose iz onih dijelova koji su još pod vlašću Austrije), popis stanovništva iz 1910. godine nalazi 23.284 stanovnika talijanskog jezika, što čini 46,94 posto urbanog stanovništva (cjelokupna uža i šira okolica grada bila je nastanjena isključivo Hrvatima).

### Prvi svjetski rat i poraće
Godine 1915. Italija napada Austro-Ugarsko Carstvo stvorivši krvave sukobe uglavnom na frontovima Soče i Piave. Britanija, Francuska i Rusija bile su "zadovoljne što su uvele neutralnu Italiju u Prvi svjetski rat na svoju stranu. Italija je ipak izvela teško cjenkanje, tražeći široke teritorijalne ustupke jednom kad se rat završi." U dogovoru da se Italija uvuče u rat, Londonskim ugovorom su joj bili obećani Trentino, Trst, Južni Tirol (područje s njemačkim stanovništvom), te Istra. Italiji je trebao pripasti također i sjeverni dio Dalmacije sa Zadrom, Šibenikom, te većinom otoka (preostali dio Dalmacije je prema Londonskom ugovoru trebao pripasti Srbiji). Rijeka je trebala biti isključena, te je naknadno trebalo odlučiti hoće li se ona predstavljati zajednički izlaz na moru za Austriju i Ugarsku, ili će sa zapadnim dijelom dijelom Hrvatske pripasti Ugarskoj (Bosna i Hercegovina, Srijem, te pretežni dio Slavonije je trebao pripasti Srbiji).
Poslije rata Italija je prema obećanjima iz Londonskog ugovora krajem 1918. nastojala zauzeti Rijeku, otoke, Istru, Trst i Dalmaciju. Premda su Supilo i Trumbić još 1916. raskrinkali tajni Londonski ugovor i čitavi rat proveli dokazujući Antanti da Italija nema nikakva prava na Dalmaciju, Rijeku i Istru, u općem ozračju bezvlađa i odsustvu oružanih postrojbi, Talijani su krenuli zauzeti ono što im je bilo obećano, pa tako i Istru.
Nakon Prvog svjetskog rata potpisan je Rapallski ugovor između Kraljevine Srba, Hrvata i Slovenaca (kasnije Kraljevine Jugoslavije) i Kraljevine Italije (12. studenog 1920.) kojim je Italija stekla većinu Istre s Trstom, izuzevši otok Krk (Veglia) i dio općine Kastav, koji su ostali u Kraljevini Srba, Hrvata i Slovenaca. Rimskim ugovorom od 27. siječnja 1924. bila je Slobodna Država Rijeka podijeljena između Italije i Jugoslavije.

### Razdoblje poslije Prvog svjetskog rata: iseljavanje Hrvata i Slovenaca, tzv. prvi egzodus
Između 31. prosinca 1910. i 1. prosinca 1921. Istra je izgubila 15,1% svoga stanovništva – posljednje istraživanje pod Austrijskim Carstvom zabilježilo je 404.309 stanovnika čiji je broj smanjen na 343.401 prema prvom talijanskom popisu nakon rata 1921. godine. Potom je stanovništvo Istre do popisa 1931. godine dalje opalo na 297.526 - tj. bilo je stanovništvo Istre 1936. godine za 27% manje nego 1910. godine. U tom broju, opada broj evidentiranih govornika slovenskog i hrvatskog jezika, čiji je broj opao za 113.614; u tome lavovski dio otpada na govornike hrvatskog, čiji je broj opao za čak 77.854. U isto vrijeme, usprkos snažnoj depopulaciji Istre, broj popisanih Talijana konstantno raste od popisa do popisa. U tome treba napomenuti da je upotreba slavenskih jezika bila zabranjena ne samo u školama i javnim ustanovama, nego čak i u razgovorima na javnim mjestima. Nije se smjelo hrvatski i slovenski jezik koristiti na nadgrobnim spomenicima, te se čak pokušavalo posve iskorijeniti korištenje hrvatskog i slovenskog jezika u molitvi u crkvama i na grobljima: popisivači su lako mogli ustanoviti da glavnina stanovnika razumije talijanski, pa su ih onda popisivali kao - Talijane. Naposljetku je - ako bismo doista htjeli vjerovati talijanskim popisivačima stanovništva - od 297.526 stanovnika Istre bilo čak 199.942 Talijana. Valja opaziti da je u isto vrijeme snažno opao broj govornika njemačkog, mađarskog i češkog jezika.
Dok je takav pad bio sigurno povezan uz Prvi svjetski rat i promjenu političke uprave, emigracija je bila također važni faktor. U neposrednom razdoblju poslije Prvog svjetskog rata, Istra je bila pozornica intenzivnog migracijskog odljeva. Pula je, primjerice, bila strašno pogođena drastičnim rasklapanjem svoga masivnog vojnog i birokratskog aparata od preko 20.000 vojnika i snaga sigurnosti, te otpuštanja zaposlenika iz svoga brodogradilišta. U matične su se krajeve vratili pripadnici naroda iz drugih krajeva bivše Austro-Ugarske (Austrijanci, Nijemci, Mađari, Česi, Slovaci...). 
Šikaniranja koje su trpili Slaveni rezultiralo je velikom emigracijom Hrvata u djelove Hrvatske pod Kraljevinom SHS ili dalje na Zapad te emigraciju Slovenaca. 
U područjima koje je Italija pripojila provodila se prisilna politika talijanizacije stanovništva tijekom 1920-ih i 1930-ih. Čak i tijekom kratkog preliminarnog razdoblja okupacije (1918. – 1920.) Italija je započela politiku asimilacije Hrvata i Slovenaca. Rezultat toga bilo je zatvaranje klasične gimnazije u Pazinu, srednje škole u Voloskom (1918), srednjih škola za obrazovanje učitelja, zatvaranju svih slovenskih i hrvatskih osnovnih škola i progonstvom nekih istaknutih Hrvata i Slovenaca na Sardiniju i ostala mjesta u Italiji. Štoviše, postojala su djela fašističkog nasilja koje vlast nije sprječavala, poput spaljivanja Narodnih domova u Puli i Trstu koje su preko noći izveli fašisti uz pomoć policije (13. srpnja 1920.). Situacija se još jače pogoršala nakon aneksije Venecije i Julijske krajine, posebice nakon Mussolinijeva dolaska na vlast 1922. godine. Službena politika nacionalnog čišćenja nije bila pod nikakvim međunarodnim suprotstavljanjem, jer se Italija nije obvezala manjinskim pravima niti u mirovnim ugovorima niti Rapalskim ugovorom.
U Istri uporaba hrvatskog i slovenskog jezika u upravi i na sudovima već je bila zabranjena tijekom okupacije (1918. – 1920.). U ožujku 1923. prefekt Julijske krajina (Venezia Giulia) zabranio je uporabu hrvatskog i slovenskog u upravi, dok je njihova uporaba na sudovima zabranjena kraljevskim dekretom 15. listopada 1925. godine. Smrtni udarac slovenskom i hrvatskom školskom sustavu u Istri zadan je 1. listopada 1923. sa školskom reformom ministra Giovannija Gentilea. Aktivnost hrvatskih i slovenskih društava i udruženja (Sokol, čitaonice, itd.) već je bila zabranjena tijekom okupacije, ali posebno izričito nakon Zakona o udruženjima (1925.), Zakona o javnim demonstracijama (1926.) i Zakona o javnom redu (1926.). Sva slovenska i hrvatska društva te sportska i kulturna udruženja prestala su sa svim aktivnostima u skladu s odlukom provincijskih fašističkih tajnika s datumom 12. lipnja 1927. Na posebnu zapovjed tršćanskog prefekta 19. studenog 1928. političko društvo Edinost (Jedinstvo) je raspušteno. Hrvatski i slovenski suradnici u Istri, koje su isprva preuzele pulske i tršćanske štedionice, postupno su razriješeni. Nakon ovog potpunog raspuštanja svih slavenskih političkih, kulturnih i ekonomskih organizacija, organiziran je oružani otpor protiv terora fašističke talijanske države (vidi TIGR), povodom čega međutim nastaju daljnje nove represalije, koje su još jače zagorčale odnose među dvama zajednicama.
Prema V. Žerjaviću, iz hrvatskog dijela Istre, Rijeke, otoka Cres i Lošinj te iz Zadra je između dva svjetska rata iselilo 53 tisuće Hrvata, a doseljeno je na to područje 44 tisuće Talijana.

### Drugi svjetski rat
Nakon invazije Sila Osovine na Jugoslaviju u travnju 1941. godine, talijanska okupacijska zona je zahvatila daljnja područja Hrvatske i Slovenije. Italija je anektirala većinu dalmatinske obale i otoka, nastanjenih s oko 400.000 Hrvata i s posve malim brojem domicilnih Talijana. Italiji je priključen i veliki dio Slovenije, uključujući njen glavni grad Ljubljanu. Talijanska brutalna represija partizanskih aktivnosti te ubijanje i zatvaranje tisuća jugoslavenskih civila u koncentracijskim logorima (poput koncentracijskog logora na Rabu) u novoosvojenim provincijama i u samoj Italiji, hranilo je protutalijanske osjećaje slovenskih i hrvatskih podanika fašističke Italije. Tijekom talijanske okupacije pa do njene kapitulacije u rujnu 1943. stanovništvo je bilo izloženo zvjerstvima koje je talijanski povjesničar Claudio Pavone opisao "agresivnima i nasilnima. Ne toliko oko za oko, koliko glava za oko". Doista, sam glavni talijanski zapovjednik general Mario Roatta u pismenom obliku u neslavnoj okružnici 3c (circolare 3c) naređuje da se imaju uzimati i po potrebi ubijati taoci, paliti sela i vršiti masovne deportacije: «Način postupanja s pobunjenicima ne treba ići prema formuli zub za zub, nego glava za zub». General Mario Robotti, pak, traži veću odlučnost u postupanju, poručujući u službenoj prepisci: «Ubija se premalo!»
Nakon prilično masovnog ustanka Slovenaca i (prije svega) Hrvata u Istri koji su na kraće vrijeme ovladali čitavom hrvatskom Istrom s izuzetkom Pule, uslijedila je vrlo brutalna Rommelova ofenziva, u kojoj je smrtno postradalo preko 6 tisuća hrvatskih i slovenskih ustanika i civila.
Nakon Drugog svjetskog rata postojali su rašireni pokreti ljudi koji su radije odabrali odlazak u Italiju nego život u Jugoslaviji. U Jugoslaviji su se ljudi koji su otišli nazivali optantima, tj. onima koji su izabrali, dok su se oni sami nazivali esulima ili prognanicima. Njihovi motivi za odlazak mogli su biti strah od odmazde, ekonomski motivi ili etnički utemeljeni motivi.

### Događaji 1943. godine
Kada se fašistički režim urušio 1943. nastupila je odmazda protiv talijanskih fašista. Najčešći od partizanskih zloĉina u Istri, sinonim za zločine protiv fašista, bilo je bacanje u krške jame „fojbe“, najčešće uz prethodno strijeljanje. U fojbama su tako završavali skoro bez iznimke članovi fašističke stranke: stranački dužnosnici, općinski sekretari, nastavnici iz reda fašista, krupni zemljoposjednici i članovi postrojbi fašističke stranke. Na nekim mjestima bilo je i osoba skromnog socijalnog značaja, koji su se nečim bili zamjerili hrvatskim susjedima. Vodstvo ustanka je zahtijevalo da se moraju provoditi suđenja, koja su bila provođena nabrzinu, ali od strane ljudi koji su dobro poznavali osumnjičene. U ruralnim područjima su zabilježeni slučajevi osobite samovolje, gdje su u nekim slučajevima likvidirane čak i osobe koje je narodni sud već bio oslobodio.

### Masakr u "fojbama" 1945. godine
Drugi val antifašističkog nasilja zbio se nakon oslobođenja od okupacije sila Osovina u svibnju 1945. godine. Ovo je poznato pod nazivom masakr u fojbama; ustvari bio je to nastavak onoga što je započeto 1943. godine. Slično praksi komunističkih snaga u pokolju na Kočevskom rogu i drugdje, zarobljeni vojnici i drugi koje su pobjednici ocijenili kao neprijatelje, ubijani su i bacani u krške jame. Ubijanje je bilo sistematskije organizirano nego 1943. godine i povjereno je službi sigurnosti OZNA.
Mnogi talijanski izvori tvrde da su ta ubojstva nalikovala etničkom čišćenju koje je talijanski narod prisililo da naknadnih godina migriraju: koncept koji se razlikuje od genocida, uzimajući u obzir više istjerivanja kroz teror radije nego istrebljenje neželjene grupe.
Mješovita slovensko-talijanska povijesna komisija, koju su uspostavile 1995. vlade tih dviju zemalja s ciljem ispitivanja okolnosti tih događaja, jezgrovito je opisala okolnosti ubojstava iz 1945:
| “ | 14. Ovi događaji bili su potaknuti atmosferom sređivanja obračuna s fašistima, ali, kao što se čini, oni su većinom nastavljeni iz preliminarnog plana koji je uključivao nekoliko težnji: nastojanja uklanjanja osoba i struktura koji su na jedan ili drugi način (bez obzira na njihovu osobnu odgovornost) bili povezani s fašizmom, s nacističkim vrhovništvom, s kolaboracijom i s talijanskom državom, te nastojanja da se iznese preventivno čišćenje realnih, potencijalnih ili samo navodnih protivnika komunističkog režima, i aneksijom Julijske krajine u novu SFR Jugoslaviju. Početni impuls bio je potaknut revolucionarnim pokretom, koji se promijenio u politički režim te transformirao naboj nacionalne i ideološke netolerancije među partizanima u nasilje na nacionalnoj razini. | ” |

Broj žrtava nije siguran. Talijanski povjesničari Roberto Spazzali i Raoul Pupo smatraju da se može govoriti o brojci od 4 do 5 tisuća ubijenih (uključujući događaje iz 1943.), većinom Talijana, ali pronađena su i mnoga tijela koja su na sebi imala njemačke i partizanske uniforme, pa je stoga broj žrtava predmet mnogih interpretacija. Ostali izvori predlažu brojeve koji dosižu 20.000 ubijenih ili nestalih, ali ih većina navodi brojku koja se približava 10.000. Vojnici raznih poraženih vojski su bili zarobljeni na tom području u to vrijeme, pa su često bili skupno otpremani.

## Odvijanje egzodusa nakon II. svjetskog rata
Ekonomska nesigurnost, etnička mržnja i međunarodni politički kontekst koji je naposljetku doveo do uspostavljanja Željezne zavjese rezultirao je s približno 190.000 ljudi, većinom Talijana, koji su izabrali napustiti regiju nakon što su ratna događanja već bila okončana.
Pariški ugovor o miru s Italijom iz 1947. i Londonski memorandum iz 1954. dali su stanovnicima područja koje je preuzela Jugoslavija izbor - opciju - da uzmu jugoslavensko državljanstvo i ostanu, ili da uzmu talijansko i emigriraju (odatle naziv optanti, za one koji su odlučili otići). Ovim prognanicima talijanska država je kompenzirala gubitak imovine, što joj je Jugoslavija priznavala pod račun plaćanja ratnih šteta iz II. svjetskog rata. U čl. 74. toč. B. Mirovnog ugovora s Italijom iz 1947. propisano je da Albanija, Etiopija, Grčka i Jugoslavija smiju imovinom talijanskih poduzeća i državljana na svojem području namirivati reparacije, do ugovorenog iznosa koji je za Jugoslaviju određen s iznosom od 125 milijuna američkih dolara (što bi odgovaralo iznosu od približno 1,6 milijardi dolara, prema cijenama 2022. god.).
Urbana područja koja su napustili Talijani popunjena su Hrvatima i (u Sloveniji) Slovencima, najvećim dijelom doseljenim iz bliskog ruralnog zaleđa.
Većina pravih fašista je otišla iz Istre do 1945. godine. Dok je u Istri sve do 1954. stanovništvo bilo polugladno, Italija se donekle oporavila zbog pomoći po Marshallovom planu, te su stanovnici odlazili, osobito Talijani. Među otišlima su i bili i Hrvati koji su se izjasnili Talijanima kako bi iskoristili mogućnost odlaska iz gladnog kraja u državu gdje gladi više njie bilo. Donekle su na odlazak utjecali i međusobni talijanski obračuni: između onih Talijana koji su bili skloni komunističkoj vlasti - neki su bili i u partizanima - i onih koji su bili u fašistima vladalo je neprijateljstvo. Pobjegli su oni koji se tu nisu osjećali sigurnima i osobito su odlazili oni bračni parovi gdje su oba supružnika bili Talijani.

### Razdoblja egodusa
Egzodus Talijana (uz iseljavanje velikog broja Talijana i Slovenaca u zapadne zemlje) se zbio između 1943. i 1960.; talijanski izvori navode da je područja koja je bila preuzela Jugoslavija najveći broj optanata napustio u godinama
- 1943.
- 1945.
- 1947.
- 1954.

Prvo razdoblje zbilo se nakon kapitulacije Italije u rujnu 1943. godine, ustanka u Istri i početka prvog vala antifašističkog nasilja.
Nakon što su Saveznici otpočeli razorna bombardiranja Zadra, iselilo se 1943. i 1944. godine oko 20 tisuća, od ukupno 26 tisuća žitelja tog grada, i to znatno prije nego što su jugoslavenske snage zauzele grad; poslije će preostalo stanovništvo biti izloženo prilično grubom postupanju komunističkih vlasti (kakav je, uostalom, bio slučaj sa stanovništvom gradova širom Hrvatske i Jugoslavije), te će i oni pretežno napustiti grad. Hrvati, njih oko 8.000 su, inače, grad napustili pod pritiskom talijanskih vlasti 1920-ih godina, te su na njihovo mjesto uglavnom bili došli Talijani doseljeni iz Italije: tako je stanovništvo Zadra na početku Drugog svjetskog rata bilo skoro isključivo sastavljeno od etničkih Talijana.
Prema evidenciji talijanske Ustanove za pomoć izbjeglicama iz Julijske krajine i Dalmacije/Opera per l’assistenza ai profughi Guliani e Dalmati od kapitulacije Italije u rujnu 1943. do potpisivanja mirovnog ugovora u rujnu 1947. godine ukupno 43.500 izbjeglih iz Zadra i drugim mjesta na istočnoj strani Jadrana. S obzirom na to da je dio tog razdoblja zahvaćen Drugim svjetskim ratom, zacijelo je tu bilo izbjeglica koji se nisu obratili za pomoć toj ustanovi, te su ostali neregistrirani.
Drugo razdoblje bilo je u danima kapitulacije Njemačke u svibnju 1945. god. i približno u vrijeme drugog vala antifašističkog nasilja. Wehrmacht je bio zauzet povlačenjem pred jugoslavenskim partizanima zajedno s lokalnim kolaboracionističkim snagama (ustaše, domobrani, četnici, jedinice Mussolinijeve marionetske Talijanske Socijalne Republike).
Treće razdoblje zbilo se nakon Pariškog mirovnog ugovora s Italijom iz rujna 1947. godine, kada je Istra dodijeljena Socijalističkoj Federativnoj Republici Jugoslaviji, osim malog područja na sjeverozapadu koji je tvorio Slobodni Teritorij Trsta. To razdoblje koincidira s vrhuncem Tršćanske krize, kada je izgledalo vrlo vjerojatnim da Jugoslavija - koja se iznenada nakon Rezolucije Informbiroa 1948. godine našla u sukobu sa svojim dotadašnjim vanjskopolitičkim pokroviteljem Sovjetskim Savezom - neće moći zadržati područja koja je preuzela od Italije, ili barem da će Italiji morati prepustiti "Zonu B"  Slobodnog teritorija Trsta, tj. današnje Slovensko primorje i dio hrvatske Istre sjeverno od rijeke Mirne.
U tom je razdoblju, u kojem je u više navrata izgledalo da je rat između Jugoslavije i Italije na pomolu, iseljavanje bilo najintenzivnije: bilježi se u njemu 81.000 osoba koje su prihvaćene u Italiji.
U očekivanju predaje Grada Pule - koja se od 1945. do rujna 1947. godine kao izdvojeni dio Zone A nalazila pod savezničkom vojnom uprave - pod vlast Jugoslavije, talijanske civilne i savezničke vojne vlasti su već u ožujku 1947. godine organizirale evakuaciju stanovništva Pule. Smatra se da je 28.000 stanovnika Pule tada brodovima napustilo grad.
Vrijedi zabilježiti da, u okrutnom paradoksu, nekoliko tisuća talijanskih komunista je naprotiv odabralo iz Italije emigrirati u Jugoslaviju iz okolnih talijanskih područja. Potom su mnogi među njima, nakon Rezolucije Informbiroa 1948. bili u Jugoslaviji progonjeni kao staljinisti: mnogi su bili zatočeni u neslavnom gulagu na Golom otoku.
Četvrto razdoblje zbilo se nakon sklapanja Memoranduma razumijevanja u Londonu 1954. godine. On je dao provizionalnu civilnu administraciju u Zoni A (s Trstom) Italiji (do tada je tim područjem upravljala Britansko-Američka vojna uprava), a u Zoni B je uspostavljena civilna uprava Jugoslavije (to nije bila veća promjena, jer je i do tada tim područjem upravljala jugoslavenska vojska, ponašajući se kao da je posrijedi dio Jugoslavije). 
Do 1956. godine je u Italiji bilo prihvaćeno 25.500 "esula". 
Naposljetku je 1975. Osimskim sporazumom napokon definitivno podijeljen Slobodni Teritorij Trsta, te je tada došlo do dodatnog manjeg vala iseljavanja.
Osim iseljavanja iz "Zone B" bilo je - izvan razdoblja ugovorenih za iseljavanje između Jugoslavije i Italije - dosta slučajeva "bježanja" stanovnika Istre preko granice, a 1962. godine je Udinskim sporazumom o prekograničnoj suradnji osigurano da se može stanovništvo sjevernog dijela Istre iseljavati u Italiju - do 1965. je s dijela područja primjene Udinskog sporazuma koje se nalazilo u SR Hrvatskoj iselilo 3.260 osoba, od čega na etničke Talijane otpada samo 10%.
Nevenka Troha opaža da su iseljeni Talijani gledali na one koji su ostali kao na izdajice, a sve do 1960-ih godina nije sa svojom manjinom koja je ostala u Sloveniji i Hrvatskoj htjela komunicirati ni talijanska država.

## Procjene broja optanata
Nekoliko povjesničarskih procjena broja osoba koje su otišle:
- Vladimir Žerjavić (Hrvat), 186 do 188 tisuća iseljenih Talijana i Hrvata s područja koja su danas dio Hrvatske, te 30 do 35 tisuća Talijana, Slovenaca i Hrvata s područja koja su danas dio Slovenije,[51]
- Nevenka Troha (Slovenka), oko 30.000 Talijana iseljenih s područja koja su pripale Sloveniji,[52]
- Raoul Pupo (Talijan), oko 250.000 talijanskih progananika,[53]
- Flaminio Rocchi (Talijan), oko 350.000 talijanskih progananika,[54]
- Franco Cecotti (Talijan), oko 300.000 osoba, od toga 188.000 autohtonih istarskih i riječkih Talijana, 39.700 Talijana doseljenih između dva svjetska rata, 24.000 privremeno doseljenih osoba koje su radile kao upravno i vojno osoblje, te članova njihovih obitelji, 12.000 autohtonih Hrvata, 34.000 autohtonih Slovenaca (vjerojatno je broj Slovenaca, tal. "Sloveni" povećan pribrajanjem osoba koje su bile evidentirane kao "Slaveni", tal. "Slavi" - što je u talijanskom bio također i najčešći naziv za stanovnike Jugoslavije općenito, dakle i za Hrvate) i 4.300 drugih.[55]

Mješovita slovensko-talijanska povijesna komisija potvrdilo je 27.000 talijanskih i 3.000 slovenskih migranata sa slovenskog teritorija.
Vrijedi opaziti da znanstvenici - u prvom redu oni bez iskustva života u Istri - nerijetko nekritički sve govornike talijanskog jezika iz austrijskog popisa stanovništva iz 1910. godine prepoznaju kao etničke Talijane, a potom ne uspijevaju prepoznati da na popisima stanovništva iz jugoslavenskog doba (pa i do današnjeg vremena) ima i među etničkim Hrvatima i Slovencima nemali broj onih koji se u svakodnevnom životu u obitelji i u socijalnoj zajednici koriste talijanskim jezikom, tj. ne opaža se široko raširena dvojezičnost u Istri. Uz to se tek rijetko opaža u radovima koji se bave iseljavanjem iz Istre nakon 2. svjetskog rata, da se on dogodio u kontekstu tadašnje komunističke vladavine; međutim na području koje znanstvenici danas spremno prepoznaju kao etnički miješano, ali s izraženom međusobnom tolerantnošću.

## Poznati među optantima
Na popisu su osobe koje su radile na drugim mjestima tijekom rata te spadaju u skupinu optanata. Imovina im je konfiscirana pod komunističkom diktaturom Josipa Broza. Među slavne poslijeratne prognanike s teritorija spadaju:
- Alida Valli, glumica
- Laura Antonelli, glumica
- Mario Andretti, vozač utrka
- Sergio Endrigo, pjevač[58]
- Nino Benvenuti, boksač: tri puta svjetski profesionalni prvak i osvajač olimpijskog zlata
- Orlando Sirola, teniski igrač
- Ottavio Missoni, stilist
- Lidia Bastianich, kuharica i autorica
- Abdon Pamich, svjetski prvak i osvajač olimpijskog zlata u brzom hodanju
- Agostino Straulino, mornar: četiri puta svjetski prvak i osvajač olimpijskog zlata
- Leo Valiani, političar i novinar
- Enzo Bettiza, pripovjedač, novinar i političar
- Fulvio Tomizza, pisac
- Valentino Zeichen, pjesnik i pisac

## Imovinske reparacije
U dodatku XIII. Ugovora o miru s Italijom bilo predviđeno da optanti mogu zadržati svoju imovinu (ako im je jugoslavenska komunistička država već nije bila nacionalizirala), i da je mogu slobodno prodavati. U praksi je u većini slučajeva imovinu otkupljivala jugoslavenska država i prebijala svoj dug za kupnju te imovine s obvezom Italije da joj plati ratnu štetu iz drugog svjetskog rata; potom je Ministarstvo financija Talijanske Republike u dogovoru s vlastima SFRJ izvršavalo isplate optantima, na ime naknade za vrijednost njihovih dobara.
Dodatno su 18. veljače 1983. Jugoslavija i Italija su potpisale sporazum u Rimu kojim se Jugoslavija obvezala isplatiti 110 milijuna US$ za nadoknadu optantske imovine na području Zone B Slobodnog teritorija Trsta. Do svoga raspada 1991. Jugoslavija je isplatila 18 milijuna US$. Slovenija i Hrvatska, dvije međunarodnopravne sljednice Jugoslavije, dogovorile su podjelu preostalog duga. Slovenija je preuzela 62% a Hrvatska preostalih 38%. Italija nije željela otkriti broj bankovnog računa pa je Slovenija 1994 otvorila fiducijarni račun kod Dresdner banke u Luxembourgu, obavjestila Italiju o njemu te počela uplaćivati 55.976.930 US$ svog dijela duga. Posljednja uplata bila je u siječnju 2002. godine.
Među "esulima" koji su se nastanili u Italji tijekom desetljeća je ostalo rašireno nezadovoljstvo visinom naknada za imovinu koju su ostavili za sobom, te se nastajalo od talijanske države ishoditi dodatne naknade, koje bi prema nekim izračunima trebale u današnjem novcu iznositi oko 2,5 milijardi eura. Talijanski Vrhovni kasacijski sud je takav zahtjev odbio 2014. godine - pozivom na sudsku praksu Europskog suda za ljudska prava iz 2004. godine u slučaju optanata-Poljaka koji su nakon II. svjetskog rata iseljeni iz područja poljske koja su nakon II. svjetskog rata bila pripala Sovjetskom Savezu, te su tražili naknadu od Poljske čiji su bili i ostali državljani. 2015. godine je takav zahtjev odbacio i Europski sud za ljudska prava.

## Manjinska prava u bivšoj Jugoslaviji
U vezi s egzodusom i tijekom razdoblja komunističke Jugoslavije (1945-1991), jednakost etno-nacija i nacionalnih manjina te način rješavanja međuetničkih odnosa bili su ključna pitanja jugoslavenske unutarnje politike. U studenom 1943. jugoslavensku je federacija proglašena na drugom zasjedanju Antifašističkog vijeća narodnog oslobođenja Jugoslavije (AVNOJ). Četvrti paragraf proglasa tvrdi da će se "etničkim manjinama u Jugoslaviji dodijeliti sva nacionalna prava". Ovi principi su ugrađeni u ustave iz 1946. i 1963. te ponovno potvrđeni, u većim detaljima, posljednjim federalnim ustavom iz 1974. U njemu stoji da narodi i narodnosti trebaju imati jednaka prava (članak 245). Nadalje se navodi da "... svaka narodnost ima suvereno pravo na slobodnu uporabu svoga vlastitog jezika i pisma, njegovanje svoje kulture, osnivanje organizacija u tu svrhu, te uživati ostala ustavom zajamčena prava..." (članak 274).
Nakon zadnjeg većeg vala iseljavanja sredinom 1950-ih godina, nije s područja preuzetih od Italije bilo daljnjih većih iseljavanja etničkih Talijana. Statusu Talijana koji su živjeli na tim područjima dosta je pomogla kulturalna i financijska potpora talijanske države, koja je uspostavljena u 1960-im godinama.

## Povijesna rasprava
Poveznica između ubojstava tijekom Drugog svjetskog rata i egzodusa koji se odvijao godinama kasnije je ipak predmet mnogih kontroverzi. Nema dokaza da je Jugoslavija ikad namjeravala totalno istrijebiti svoje talijansko stanovništvo (čak je među jugoslavenskim partizanskim snagama postojao talijanski odred "Giuseppe Garibaldi"), nego je jasno htjela izbjeći bilo kakav naknadni iredentizam poražene Italije nad svojim novim stečevinama. Učinak ubojstava i linčovanje talijanskih RSI fašista i navodnih nacionalista 1945. (posebice u kontekstu ogromnih žrtava u Drugom svjetskom ratu na jugoslavenskom frontu, gdje se bilježi oko milijun mrtvih) na iseljavanja koja su nastupila znatno kasnije, nekako je upitan. Valja opaziti da su Hrvati i Slovenci u Istri pretrpjeli u ratu čak veće žrtve - znatnim dijelom zbog djelovanja SS postrojbi, koje su od Rommelove ofenzive 1943. god. djelovale s izričitim zapovijedima da moraju nastupati s bezobzirnom surovošću prema slavenskom stanovništvu i provoditi strijeljanja na licu mjesta. Usprkos svemu, teorija međusobne povezanosti je moderna među današnjim povjesničarima, posebno među talijanskim stručnjacima. Masakre u fojabama i egzodus talijanski predsjednik Giorgio Napolitano označio je democidom i etničko-političkim čišćenjem.
Slovenski povjesničar Darko Darovec piše: "Jasno je, pak, da na mirovnim konferencijama nove državne granice nisu bile povučene vođene ideološkim kriterijima, nego na osnovi nacionalnih želja. Ideološki kriteriji su tada korišteni za uvjeravanje nacionalnih manjina da se povežu s jednom ili drugom stranom. Kako bi se ovo završilo stvorene su društveno-političke organizacije s jakim zvučnim imenima. Najvažnija od njih je SIAU, Slovensko-talijanska antifašistička unija, koja je po potrebama političke borbe mobilizirala mase u ime 'demokracije'. Svatko tko je mislio drukčije ili je bio nacionalno 'nedosljedan' bio bi predmetom takozvanih 'pročistilačkih komisija'. Prvi veliki uspjeh takve politike na nacionalnom polju bio je samoiseljenje Pule, povodom stupanja na snagu mirovnog ugovora s Italijom (15. rujna 1947.). Veliki ideološki pritisak bio je također nastao u vrijeme sukoba s Informbiroom, koji je prouzročio iseljavanje brojnog talijanskog i drugog stanovništva koje je simpatiziralo KP (op. Komunističku partiju Italije, koju je financirao Sovjetski Savez), iz Istre i Zone B Slobodnog Teritorija Trsta." Neimaština koja je zavladala ovim krajevima - kao uostalom i u cijeloj komunističkoj Jugoslaviji - sve do 1960-ih godina, jako je poticala stanovništvo na iseljavanje, među njima i neke koji su se u ratu spremno bili pridružili oružanoj borbi za pripajanje tih krajeva Jugoslaviji.

## Daljnje čitanje
- "Egzodus talijanskog stanovništva iz Istre 1945.-1956.", Darko Dukovski, Časopis za suvremenu povijest, Vol. 33 No. 3, 2001.
- Učinci raspada Jugoslavije na manjinska prava: talijanska manjina u post-jugoslavenskoj Sloveniji i Hrvatskoj Matjaža Klemenčiča
- "Esuli ili optanti"  Arhivirana inačica izvorne stranice od 30. kolovoza 2018. (Wayback Machine), Ivan Zupanc, 12. ožujka 2004., kod Geografija.hr
- (talijanski) (engleski)  Stranica o udruženju talijanskih esula iz Istre i Dalmacije.
- (engleski) Slovene-Italian Relations 1880-1956 Report 2000  Arhivirana inačica izvorne stranice od 8. travnja 2008. (Wayback Machine)
- (talijanski) Relazioni Italo-Slovene 1880-1956 Relazione 2000  Arhivirana inačica izvorne stranice od 28. kolovoza 2008. (Wayback Machine)
- (slovenski) Slovensko-italijanski odnosi 1880-1956 Poročilo 2000  Arhivirana inačica izvorne stranice od 18. travnja 2008. (Wayback Machine)

## Vanjske poveznice
- Federazione delle Associazioni degli Esuli Istriani, Fiumani e Dalmati (FederEsuli)  Arhivirana inačica izvorne stranice od 28. listopada 2019. (Wayback Machine), krovna udruga esula, osnovana 1989. godine (talijanski). Pristupljeno 2. prosinca 2019.

## Više informacija
- masakr u fojbama
- Slobodni Teritorij Trsta
- Narodnooslobodilačka vojska i partizanski odredi Jugoslavije
- Drugi svjetski rat u Jugoslaviji
- Talijanska Socijalna Republika
- Istra
- Dalmacija

## Video
- talijanski dokumentarni film